# Küstenschutz

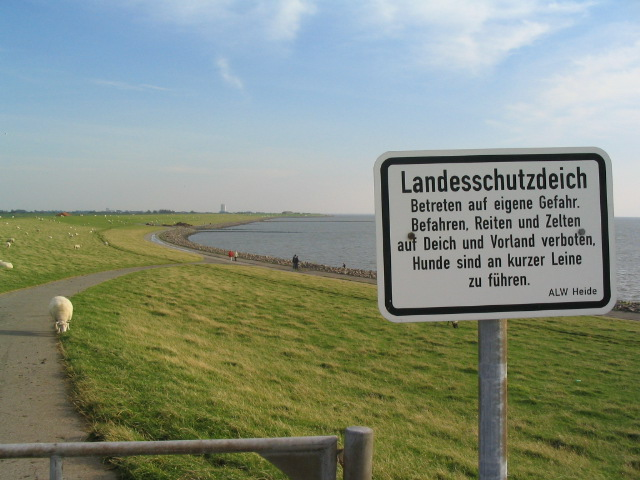
Seedeich bei Büsum, Kreis Dithmarschen

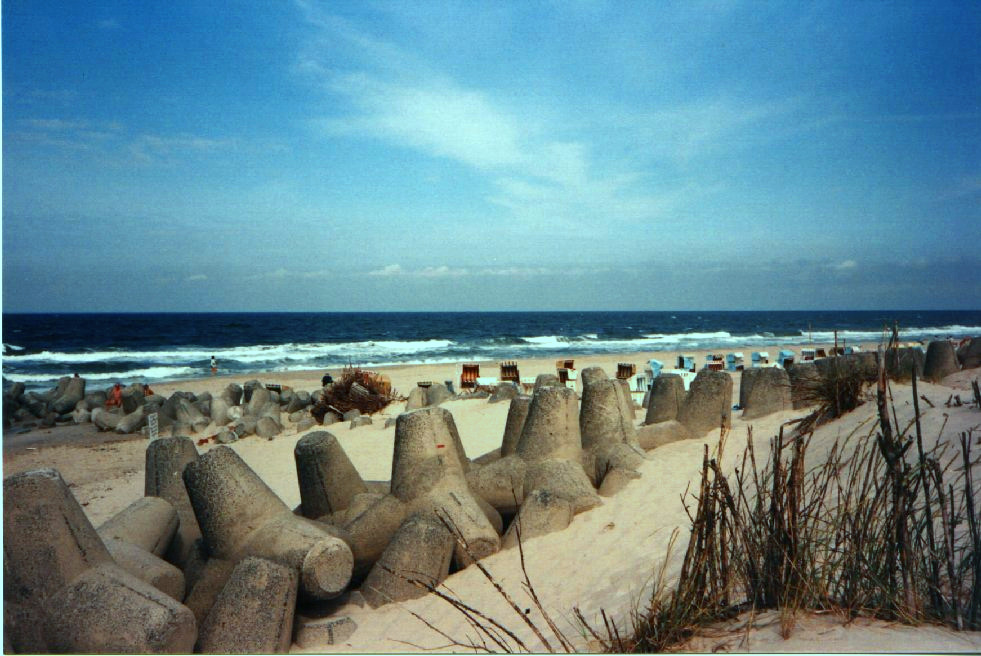
Tetrapoden am Strand von Hörnum/Sylt

Mit Maßnahmen des Küstenschutzes sollen zum einen niedrig liegende, vom Menschen genutzte Gebiete in Meeresnähe vor Überflutungen bei Sturmfluten geschützt werden (Hochwasserschutz), zum anderen aber auch die Küsten selbst vor Uferrückgang und Landverlust, auch durch Meeresspiegelanstieg durch Klimawandel.
In militärischem Kontext bezeichnet Küstenschutz den Schutz einer Küste vor Angriffen oder einer Invasion, vor allem durch den Bau von Küstenfestungen und das Bereithalten von Truppen zur Bekämpfung einer eventuellen Invasion. Zum Beispiel ließ die Wehrmacht im besetzten Frankreich ab 1940 den Atlantikwall als Küstenschutz bauen und hielt zahlreiche militärische Verbände entlang der Küste in Stellung (siehe auch Grenzschutz).
Mitunter machen verfehlte Küstenschutzmaßnahmen, im Nachhinein zusätzliche Maßnahmen notwendig. Hierzu zählen Eingriffe durch Bauwerke wie Molen und Schutzwände ebenso wie das Ausbaggern und Freihalten künstlicher Fahrrinnen in der Nähe von Häfen. Bevor die ökologischen Zusammenhänge bekannt waren, haben auch unbedachte Eingriffe durch den Menschen dazu geführt, dass es zu einer erhöhten Abtragung lockeren Materials in Uferregionen kam. So führte beispielsweise die Steinfischerei vor bereits bewachsenen Steilküsten dazu, dass diese bei Ostseesturmhochwasser wieder aktiv wurden zu neue Abbrüche bildeten (u. a. im Jahr 1872).

## Allgemeines

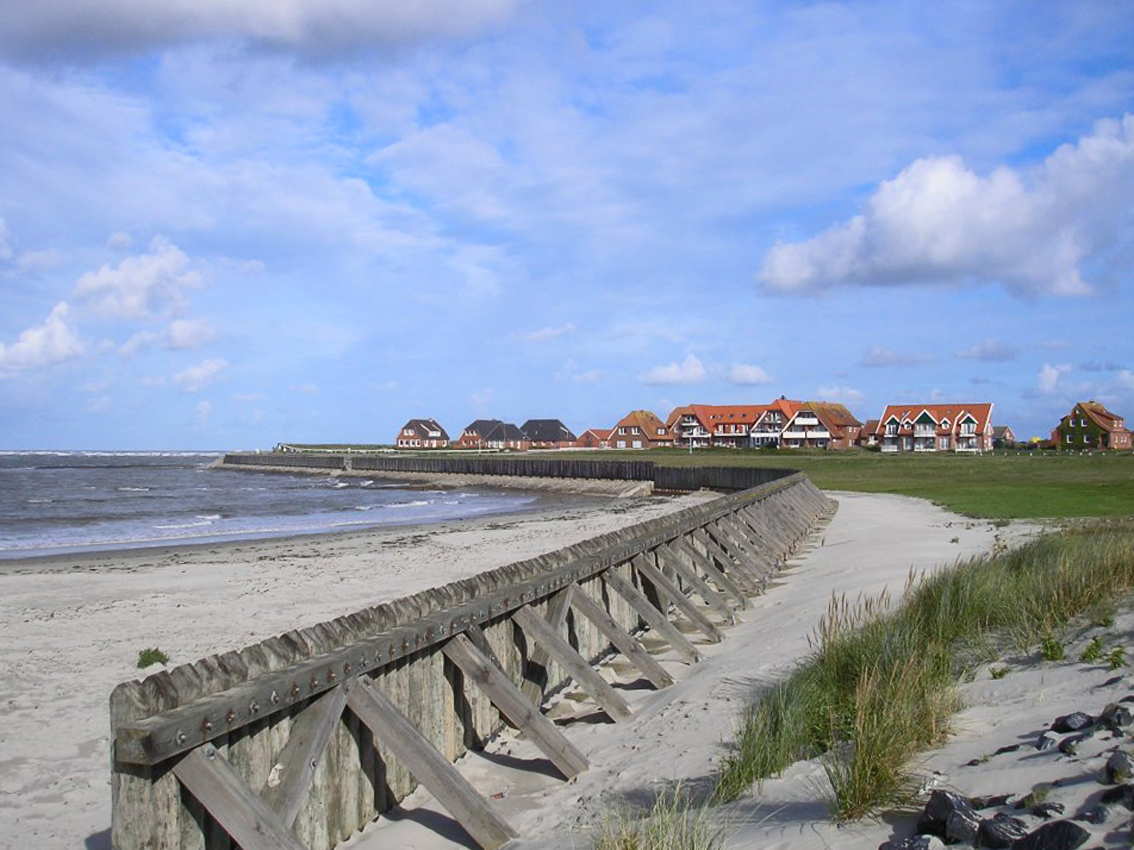
Holz-Palisaden für den Küstenschutz auf der Ostfriesischen Insel Baltrum

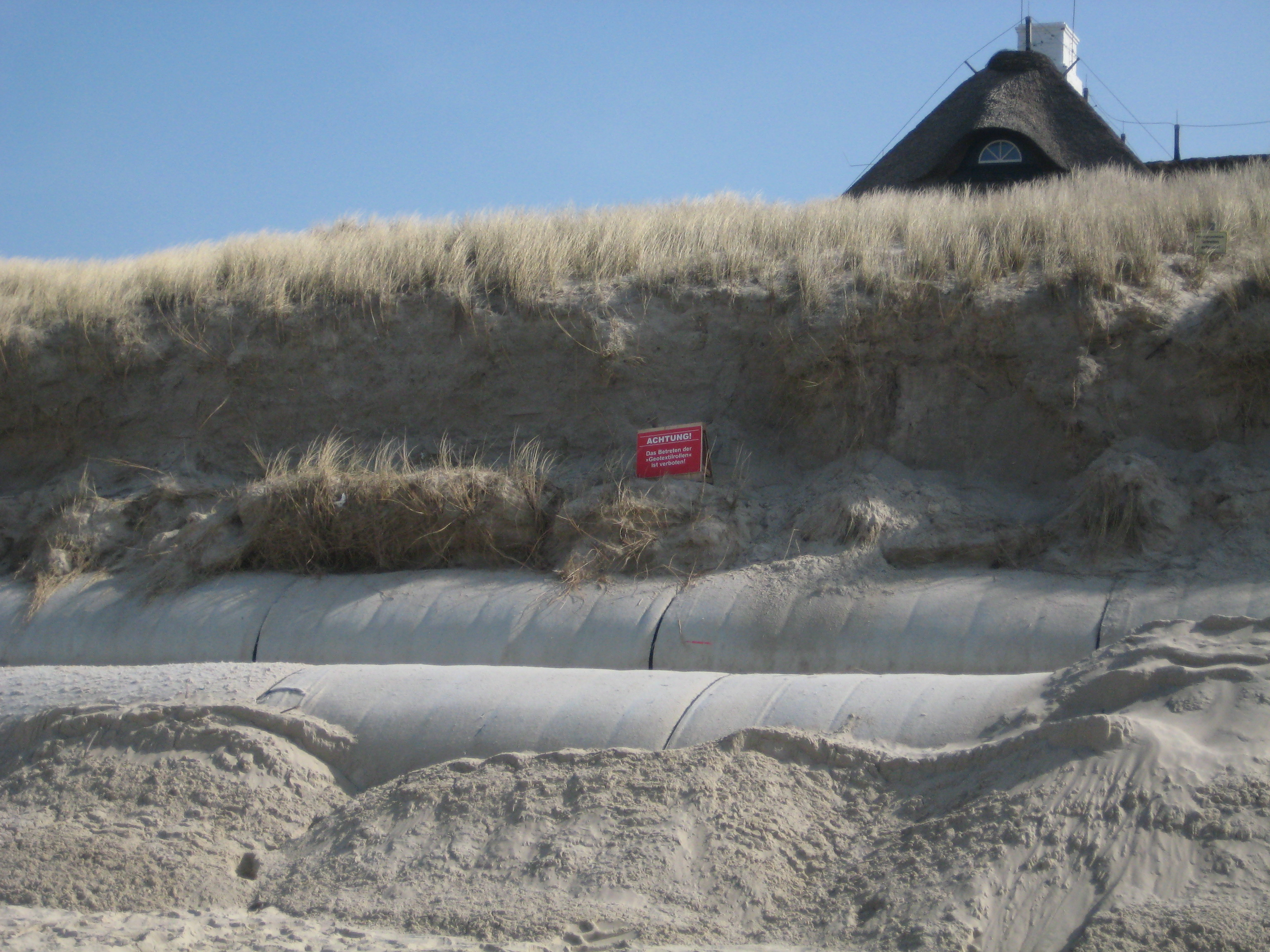
„Geotextilrollen“ als Dünenschutz am Strand von Kampen/Sylt

In Deutschland betreiben die Länder Bremen, Hamburg, Mecklenburg-Vorpommern, Niedersachsen und Schleswig-Holstein Küstenschutz.
In den Niederlanden ist Küstenschutz ebenfalls notwendig, da hier große Flächen des Landes dem Meer abgerungen wurden und hinter den Deichen oft unterhalb des Meeresspiegels liegen.
Die Pflege der Halligen vor der norddeutschen Küste ist ebenfalls Teil des Küstenschutzes. Diese grünen Sandbänke vor der Küste brechen die Wellen der Sturmfluten und schützen so die Deiche an den Küsten.
Auch die Ostfriesischen Inseln sind Teil des Küstenschutzes, sie werden nicht nur wegen ihrer großen Bedeutung für den Niedersächsischen Tourismus so aufwändig geschützt, sie brechen wie die Halligen die von der Nordsee auf das Festland auflaufenden Wellen und reduzieren so den Druck auf die Deiche am Festland.
Dünen sind ein natürlicher wie labiler Küstenschutz und stehen in Deutschland generell unter Naturschutz. Da die Dünen nur durch Pflanzen wie dem Strandaster oder dem Strandhafer vor Erosion durch Wind und Wellen geschützt sind, ist das Betreten gesetzlich untersagt. Wo der Sand schnell weggespült wird und keine Steine zum Brechen der Wellen in ausreichender Menge vorhanden sind, behilft man sich mit Beton (siehe auch Wellenbrecher).

## Prinzipien
Die Prinzipien des Hochwasserschutzes werden teilweise auch entlang von Flüssen angewandt. Durch Schneeschmelze und/oder massive Regenschauer im Einzugsgebiet können Flutwellen in Flüssen entstehen, die die Pegel schnell ansteigen lassen. Daher werden in Einzelfällen auch Sperrwerke errichtet.
Um Küstenbereiche zu sichern, an denen Windstau und Tidebewegung für Abtragung und Überflutung sorgen kann, werden oft künstliche Deiche errichtet, um die Überflutung von Acker- und Siedlungsflächen zu verhindern.
Wird die Deichkrone überflutet, kann der Deich schnell hinterspült werden und brechen, was zu einer Überflutung des Hinterlandes führt. An kritischen Stellen, laufen bei Belastung freiwillige Deichläufer die Deiche ab, um Deichschäden, wie Durchnässung oder Deichbruch, der Deichverteidigung zu melden, einer Abteilung innerhalb des Hochwasserschutzes.

## Das Wirken des Meeres und Maßnahmen des Küstenschutzes

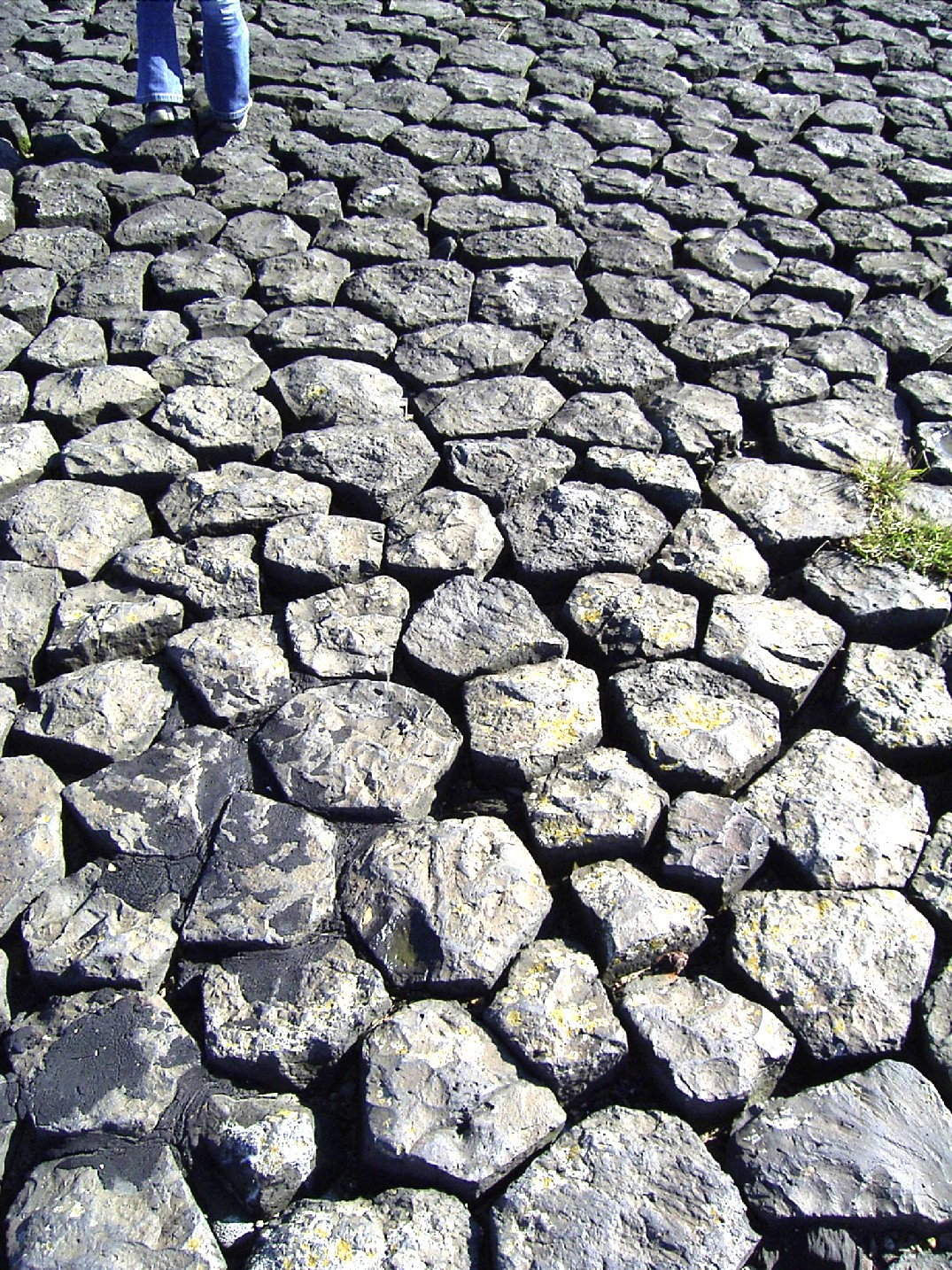
Basaltsteinpflaster im Tidebereich der Hafeneinfahrt von Neuharlingersiel

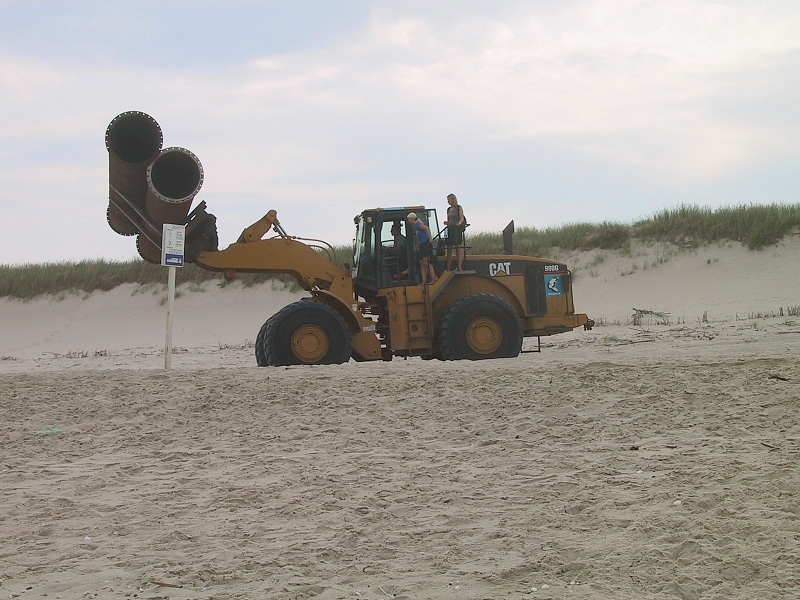
Vorbereitungen für den Saugbagger

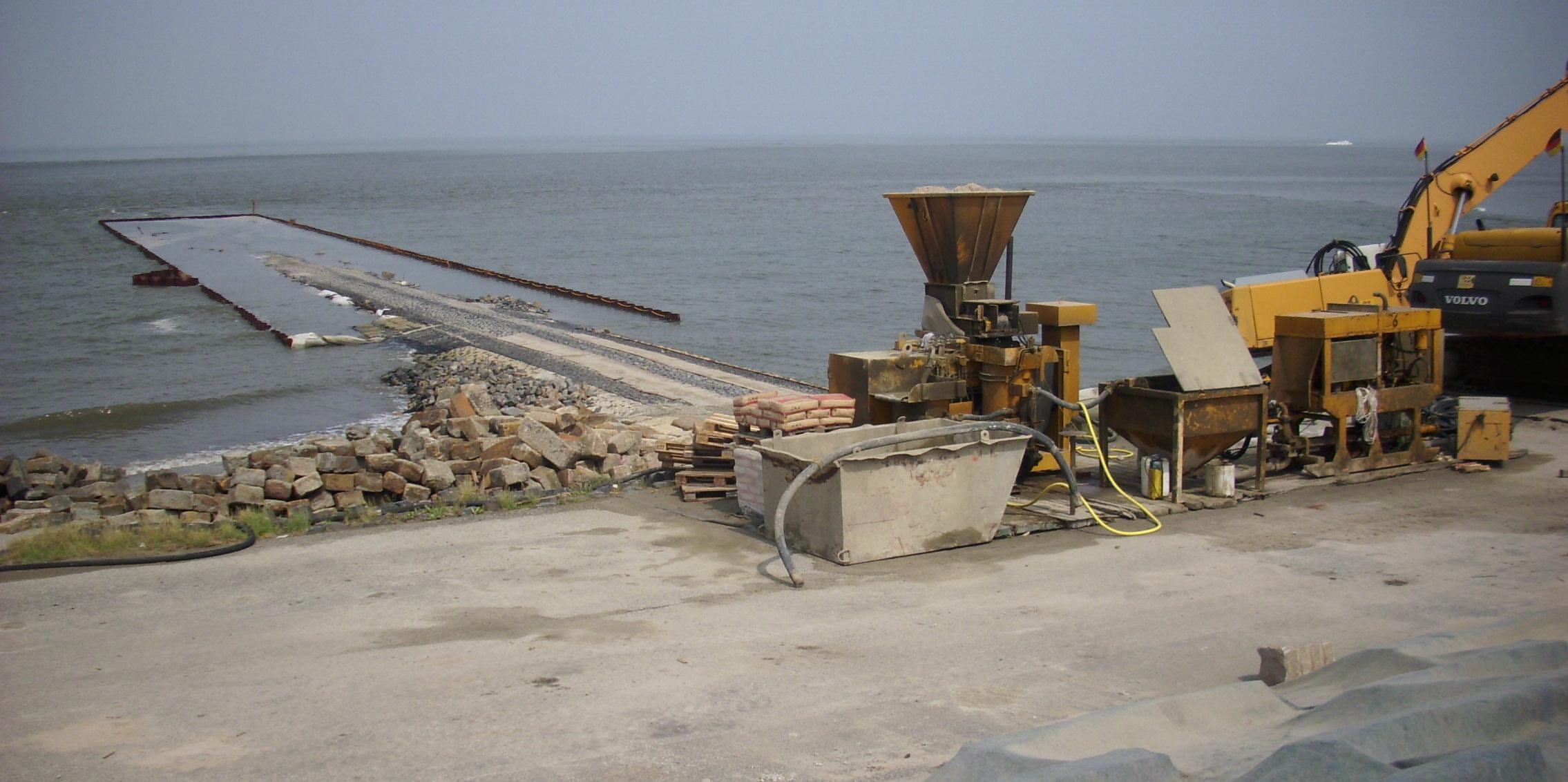
Buhnenbau auf Baltrum

Die Nordseeküste ist nicht nur bei Sturmfluten gefährdet. Da die Nordsee ein Randmeer ist, bilden sich hier durch die Gezeiten Strömungen aus, die oft parallel zur Küste verlaufen. Durch die Anordnung der Nordseeinseln muss das Wasser, das sich zwischen den Inseln und dem Festland befindet, bei Ebbe und Flut durch die schmalen Rinnen (Gaten) zwischen den Inseln hindurchströmen; diese Strömungen können so stark sein, dass beispielsweise die Wichter Ee zwischen den Inseln Norderney und Baltrum mit einer Breite von nur 800 Metern auf Grund der wegen der starken Strömungen ständig veränderlichen Morphologie als nicht schiffbar gilt.
Diese Strömungen können erhebliche Sandmengen bewegen und auf diese Weise zu einer Erosion im Bereich der Küste führen. Sie können sogar ganze Inseln versetzen. Das geschieht, indem sie einerseits Sand abtragen, ihn transportieren und schließlich an einem anderen Ort wieder ablagern. Dadurch entstehen Sandbänke an einer entfernten Stelle.
Die Ostfriesischen Inseln bewegen sich durch die Strömung (in erster Hinsicht allerdings durch den Golfstrom und die Lage im Bereich der Westwinde) nach Osten, und zwar durch die Abtragung von Material (Sand) am Westkopf der Insel und Ablagerung am östlichen Ende, weshalb sich bei fast allen Inseln mittlerweile der Ort an der Westseite befindet. Um die Siedlungen vor bzw. bei Sturmflutereignissen zu schützen, wird der Westkopf der Inseln in den meisten Fällen durch massive Verbauungen vor weiterer Küstenabtragung geschützt.
Dazu zählen etwa die Buhnen, die meist weit ins Wattenmeer hinausgreifen, es folgen dann in vertikaler Anordnung z. B. Basalt- oder Granitsteinlagen, Betonpflaster und weitere Bauwerke, die der Brechung der Wasserwellen dienen.
Die Wasserstände bei Sturmflut allein würden die Küste wahrscheinlich weniger gefährden, wenn sie nicht mit enorm starken Wellen einhergingen. Eine richtige Sturmflut kann verursacht werden durch gleichmäßig starke Winde aus einer Richtung für ein bis zwei Tage; ein kurzer Windstoß macht keine Welle. Um richtig groß und stark zu werden, muss eine Welle sich über lange Strecken vom Wind anschieben lassen.
Das ist auch der Grund dafür, dass die Deiche der Festlandküste von den Nordseeinseln geschützt werden. Die hier auflaufenden Wellen haben nämlich nur die Strecke zwischen Insel und Festland, um Energie aufzunehmen. Sie sind somit weit weniger stark als die Wellen, die den Inseln von der seewärtigen Seite her zulaufen.
In einer Welle kann eine große Menge Energie gespeichert sein, die fast alles, was der Mensch ihr entgegenstellt, zerstören kann. Je steiler der Küstenverlauf desto mehr Energie kann die Welle pro Meter, den sie zurücklegt, abgeben. In diesem Fall kann sie erheblich zerstörend und abtragend wirken.
Auf einer schiefen Ebene geringer Neigung läuft sich die Welle tot, an einem steilen Profil kann sie jedoch mühelos eine gleich hohe Deichkrone überspülen und mit ihrer Kraft den Deich zunehmend zerstören und schließlich durchbrechen. Deshalb gilt, dass ein Deich vom Profil her auf der dem Meer zugewandten Seite eine möglichst geringe Neigung haben sollte. Das macht ihn allerdings breit, damit platzraubend und teuer.
Auch können Strömungshindernisse wie z. B. Muschelbänke, Sandbänke, Wellenbrecher oder Tetrapoden der Welle die Kraft nehmen.
Um dem Sandabtrag in Strandnähe durch küstenparallele Strömungen und eine damit verbundene Versteilung der Küste entgegenzuwirken, werden häufig Buhnen eingebracht. An den Stellen, an denen noch ein breiter und hoher Dünengürtel vorhanden ist, reicht oft eine Stabilisierung der Dünen durch Bepflanzung aus. An den Stellen, wo der Platz für breite Deiche nicht vorhanden ist, muss man ein steileres Profil wählen, das dann aber auch durch ein Deckwerk aus Beton oder massiven Steinquadern gesichert werden muss. Im Normalfall baut man einen breiten Deich mit einem Sandkern und einer Deckschicht aus Klei gegen die Erosion und bepflanzt den Deich, um ihn mit dem Wurzelwerk zusätzlich vor Erosion zu schützen. An Stellen mit starken Gezeitenströmungen kann hin und wieder eine Sandaufspülung zur Verflachung des Küstenprofils nützlich sein.

## Küstenschutz in Kunst und Literatur

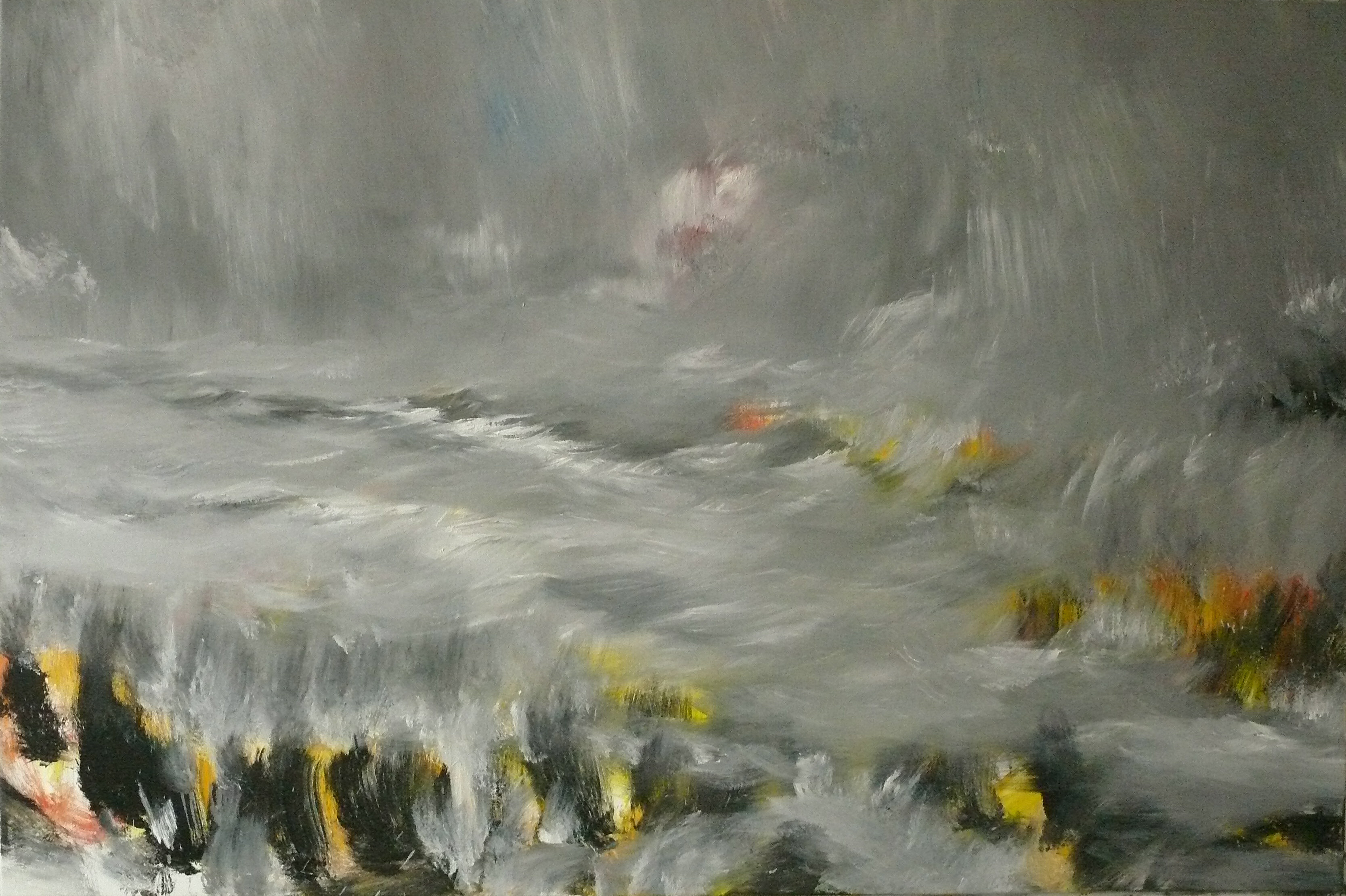
„Küste – Farbige Buhnen“ Ölgemälde von Ingo Kühl, 2011, Besitz Nordfriesland Museum. Nissenhaus Husum

Eine literarische Auseinandersetzung mit dem Küstenschutz findet man in der Novelle „Der Schimmelreiter“ von Theodor Storm sowie in den Krimis der Autorin Kari Köster-Lösche mit dem Protagonisten Sönke Hansen, der als Wasserbauinspektor beim Wasserbauamt Husum tätig ist. Zahlreiche Künstler haben sich mit dem Thema „Buhnen“ beschäftigt, wie zum Beispiel Fritz Overbeck, Otto Eglau, Ingo Kühl und Hans Jessel.